# Trigonostemon diplopetalus
Trigonostemon diplopetalus là một loài thực vật có hoa trong họ Đại kích. Loài này được Thwaites miêu tả khoa học đầu tiên năm 1861.